# Bnej Darom
Bnej Darom (hebrejsky בְּנֵי דָּרוֹם, doslova „Synové jihu“, v oficiálním přepisu do angličtiny Bene Darom, přepisováno též Bnei Darom) je vesnice typu mošav v Izraeli, v Centrálním distriktu, v Oblastní radě Chevel Javne.

## Geografie
Leží v nadmořské výšce 38 metrů v hustě osídlené a zemědělsky intenzivně využívané pobřežní nížině.
Obec se nachází 4 kilometry od břehu Středozemního moře, cca 29 kilometrů jihojihozápadně od centra Tel Avivu, cca 51 kilometrů západně od historického jádra Jeruzalému a 3 kilometry severovýchodně od přístavního města Ašdod. Bnej Darom obývají Židé, přičemž osídlení v tomto regionu je etnicky převážně židovské.
Bnej Darom je na dopravní síť napojen pomocí dálnice číslo 4, jež se severně od vesnice kříží s dálnicí číslo 41 a dálnicí číslo 42. Paralelně s dálnicí číslo 4 vede i železniční trať z Javne směrem do Ašdodu a Aškelonu.

## Dějiny
Bnej Darom byl založen v roce 1949. Na jaře 1949 se zde usadila skupina Židů, kteří krátce předtím museli během války za nezávislost opustit svou vesnici Kfar Darom v nynějším Pásmu Gazy dobytou Araby. Po několika měsících je posílila skupina dalších osadníků - Židů z Afriky a jižní Ameriky. Obyvatelé byli napojeni na náboženskou sionistickou organizaci ha-Po'el ha-Mizrachi. Správní území mošavu bylo vyměřeno na 3000 dunamů (3 kilometry čtvereční).
Původně šlo o kolektivně hospodařící kibuc, který se roku 1961 proměnil na mošav. Místní ekonomika byla založena na zemědělství. Na jižní straně obce byla dodatečně založena nová obytná čtvrť. V obci fungují zařízení předškolní péče o děti.

## Demografie
Podle údajů z roku 2014 tvořili naprostou většinu obyvatel v Bnej Darom Židé (včetně statistické kategorie "ostatní", která zahrnuje nearabské obyvatele židovského původu ale bez formální příslušnosti k židovskému náboženství).
Jde o menší obec vesnického typu s dlouhodobě rostoucí populací. K 31. prosinci 2014 zde žilo 629 lidí. Během roku 2014 populace stoupla o 8,1 %.
| Rok            | 1961 | 1972 | 1983 | 1995 | 2001 | 2003 | 2004 | 2005 | 2006 | 2007 | 2008 | 2009 | 2010 | 2011 | 2012 | 2013 | 2014 |
| -------------- | ---- | ---- | ---- | ---- | ---- | ---- | ---- | ---- | ---- | ---- | ---- | ---- | ---- | ---- | ---- | ---- | ---- |
| Počet obyvatel | 93   | 194  | 254  | 299  | 302  | 308  | 332  | 373  | 400  | 442  | 458  | 523  | 537  | 560  | 564  | 582  | 629  |